# 山丹河
山丹河，位于中华人民共和国甘肃省西北部的一条河流，属于额济纳河（黑河）水系，上游称白石崖河，发源于张掖市山丹县中牧公司山丹马场西南祁连山中段海拔4260米的冷龙北坡，由南向北流，至白石沟白舌口出山进入大马营滩盆地，称大马营河或马营河。大马营河由南向北纵贯大马营滩，经大马营镇，沿大黄山西麓继续北流，经李桥水库后，北穿山丹盆地直至盆地北缘的山丹县城清泉镇，过县城后沿河西走廊折向西北流后始称“山丹河”，经祁家店水库、东乐镇、张掖市甘州区碱滩镇、二坝水库等地，最后于甘州区三闸镇庚名村西北山丹桥附近汇入额济纳河（黑河）。全长154千米，流域面积4400平方千米，年均径流量6496立方米。
2020年张掖市甘州区人民政府关于河湖管理范围划定成果的公告种，称山丹河甘州区过境河道全长41km（其中：左岸长41.7km，右岸长40.3km）。